# Frankrike i Eurovision Song Contest 2017
Frankrike deltog i Eurovision Song Contest 2017 i Kiev, Ukraina. Landet representerades av Alma med låten "Requiem".
TV-bolaget France Télévisions valde ut bidraget internt och presenterade både bidraget och låten den 9 februari 2017.
Frankrike slutade på en 12:e plats i finalen. 